# Natura 2000

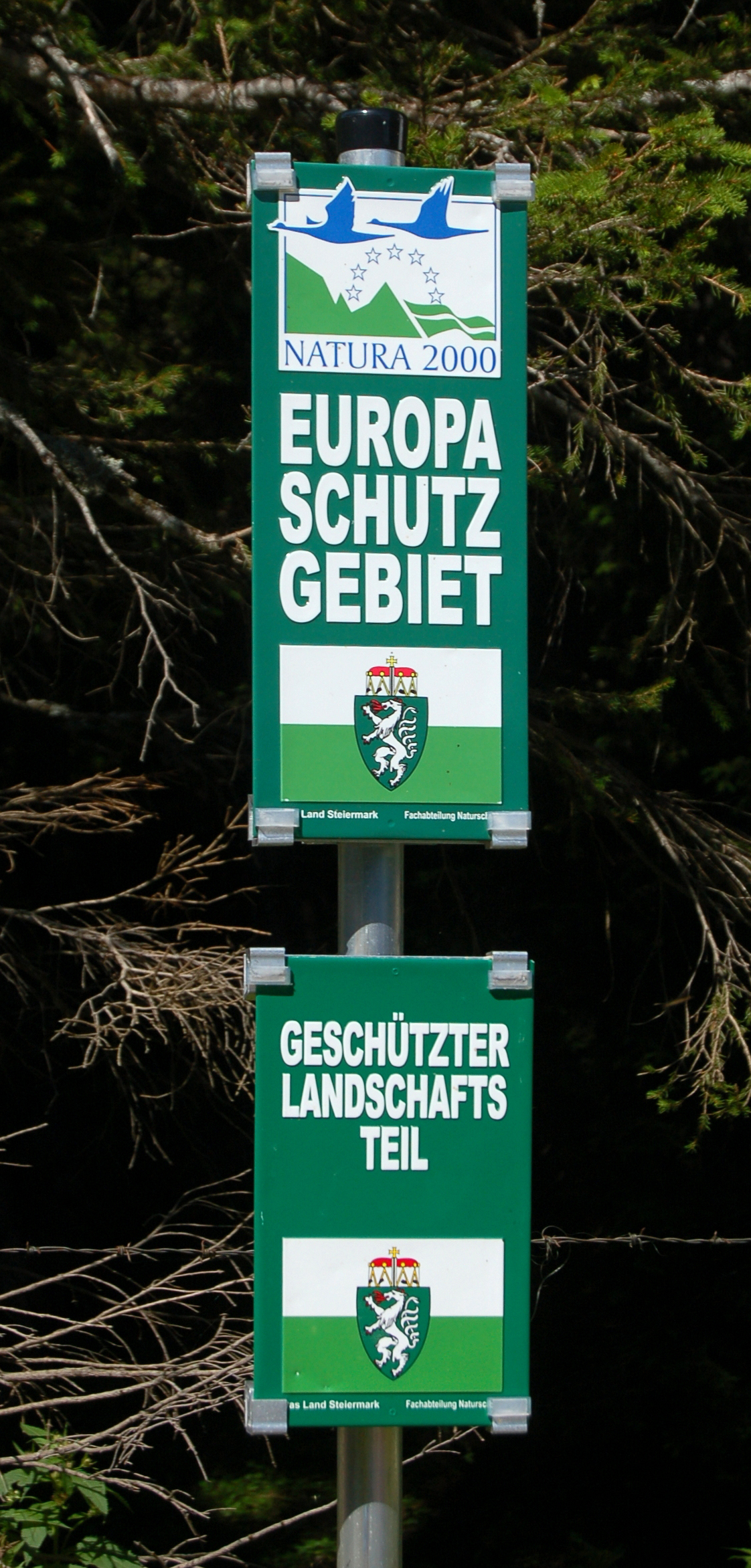
Natuurgebied met Natura 2000-label

Natura 2000 of Natura2000 is een Europees netwerk van beschermde natuurgebieden op het grondgebied van de lidstaten van de Europese Unie. Dit netwerk vormt de hoeksteen van het beleid van de EU voor behoud en herstel van biodiversiteit. Natura 2000 is niet enkel ter bescherming van gebieden (biotopen), maar draagt ook bij aan bescherming van soorten (en hun habitats).

## Achtergrond van Natura 2000
De biodiversiteit (soortenrijkdom) in Europa gaat al decennia achteruit. Bescherming van flora en fauna is daarom voor veel Europese regeringen onderdeel van beleid. In 2001 is tijdens een bijeenkomst van de Europese Raad in Göteborg (Zweden) besloten om voor 2010 natuurbescherming ook in Europees verband aan te pakken. In 2004 is een voorlopige lijst van natuurgebieden gepubliceerd, waar in de volgende jaren nog vele gebieden aan werden toegevoegd. Doelstelling is dat verlies aan soorten planten en dieren in 2020 is gestopt en er zo veel mogelijk is hersteld.
De Europese Commissie draagt financieel bij aan essentiële beschermingsmaatregelen van Natura 2000 via subsidies, zoals uit het LIFE+-fonds. Het EU LIFE+-fonds beschikt tussen 2007 en 2013 voor de gehele Europese Unie over een budget van meer dan 800 miljoen euro voor natuur- en biodiversiteitsprojecten en projecten met goede praktijkvoorbeelden in Natura 2000-gebieden.

## Omvang van het Natura 2000-netwerk
Het Natura 2000-netwerk omvat alle gebieden die zijn beschermd op grond van de Europese Vogelrichtlijn van 1979 en de Habitatrichtlijn van 1992. Het netwerk is in opbouw; nog niet alle lidstaten hebben definitief alle gebieden aangewezen. Het Natura 2000-netwerk besloeg in 2010 wel alle 27 lidstaten van de Europese Unie. Het bestond eind 2013 uit 27.308 beschermde gebieden met een totale oppervlakte van 1.039.332 km², waarvan 787.767 km² land en 251.565 km² zee. Dat is 23% van het totale oppervlakte van de landen van de EU.

## Gevolgen
De aanwezigheid van een Natura 2000-gebied heeft invloed op ruimtelijke ordening en gebruik door verkeer, landbouw en industrie. Zo mogen veebedrijven in of nabij een Natura 2000-gebied niet te veel ammoniak (NH3) uitstoten. Bedrijfsterreinen en wegen mogen maar een beperkte geluidshinder geven, afhankelijk van de te beschermen flora- en faunasoorten. Naast beperkingen voor een aantal sectoren biedt Natura 2000 tegelijkertijd mogelijk kansen voor bijvoorbeeld recreatie. De Europese Commissie heeft als wettelijk kader de Vogelrichtlijn van 1979 en de Habitatrichtlijn van 1992 om de bescherming en het behoud van Natura 2000-gebieden af te dwingen. De Natura 2000-gebieden worden juridisch beschermd door de zogenoemde habitattoets. Er zijn twee redenen waardoor een gebied de status van Natura 2000-gebied mag worden afgenomen; doordat de toewijzing van het gebied berust op een wetenschappelijke fout of omdat er een natuurlijk fenomeen optreedt waardoor het gebied niet langer kan bijdragen aan het verwezenlijken van de doelstellingen van de richtlijnen zoals bij een overstroming.

## Natura 2000 in België

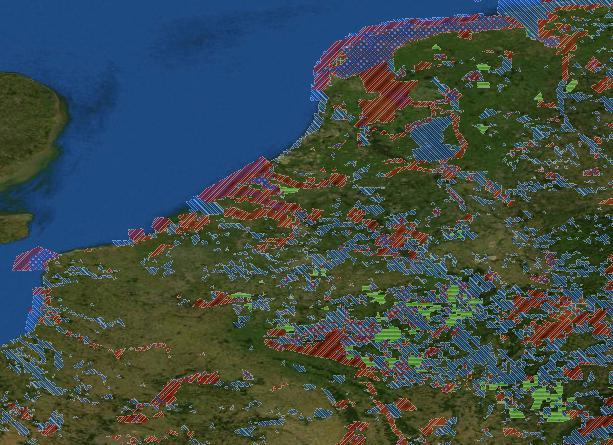
Overzicht van de Natura 2000-gebieden in Nederland en België. Rood: vogelrichtlijngebied; Blauw: habitatrichtlijngebied; Groen: beide. Voor inzoomen en gedetailleerdere kaarten van Natura 2000-gebieden in Europa zie [http://natura2000.eea.europa.eu/# natura2000.eea.europa.eu

Er zijn 240 Natura 2000-gebieden gelegen in het Waals Gewest, met een totale oppervlakte van 220.944 ha (ongeveer 13% van het grondgebied).
Binnen het Vlaams Gewest (Vlaanderen) zijn er 23 vogelrichtlijngebieden en 38 habitatrichtlijngebieden aangeduid in het kader van de Natura 2000-gebieden. Het Brussels Hoofdstedelijk Gewest heeft geen gebieden die in aanmerking komen als Vogelrichtlijngebied, wel drie zones aangeduid als Habitatrichtlijngebied.
De Vlaamse Natura 2000-gebieden worden beschreven in het boek Europees beschermde natuur in Vlaanderen en het Belgisch deel van de Noordzee van INBO.

## Natura 2000 in Nederland

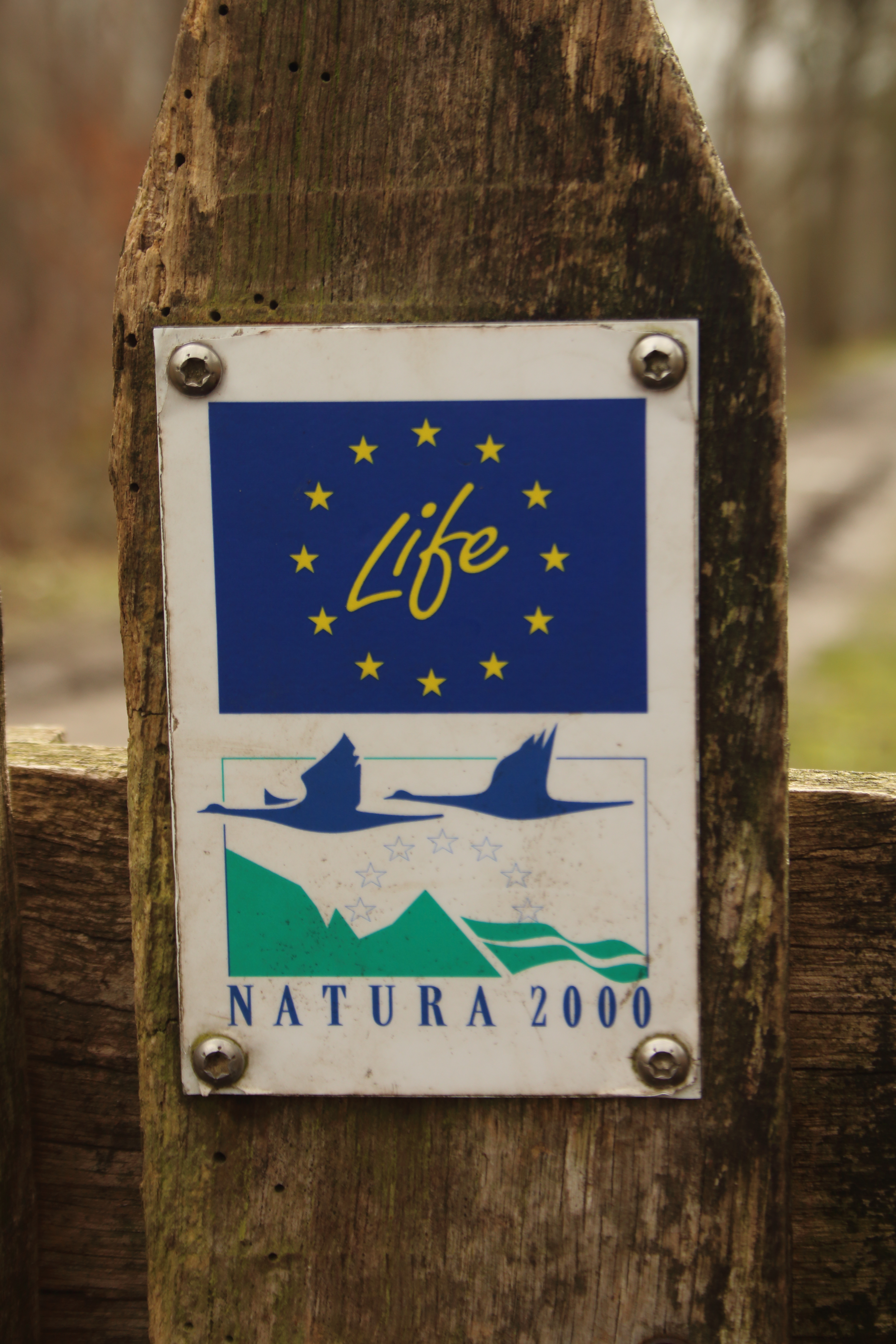
Natura 2000-logo in het Maldegemveld

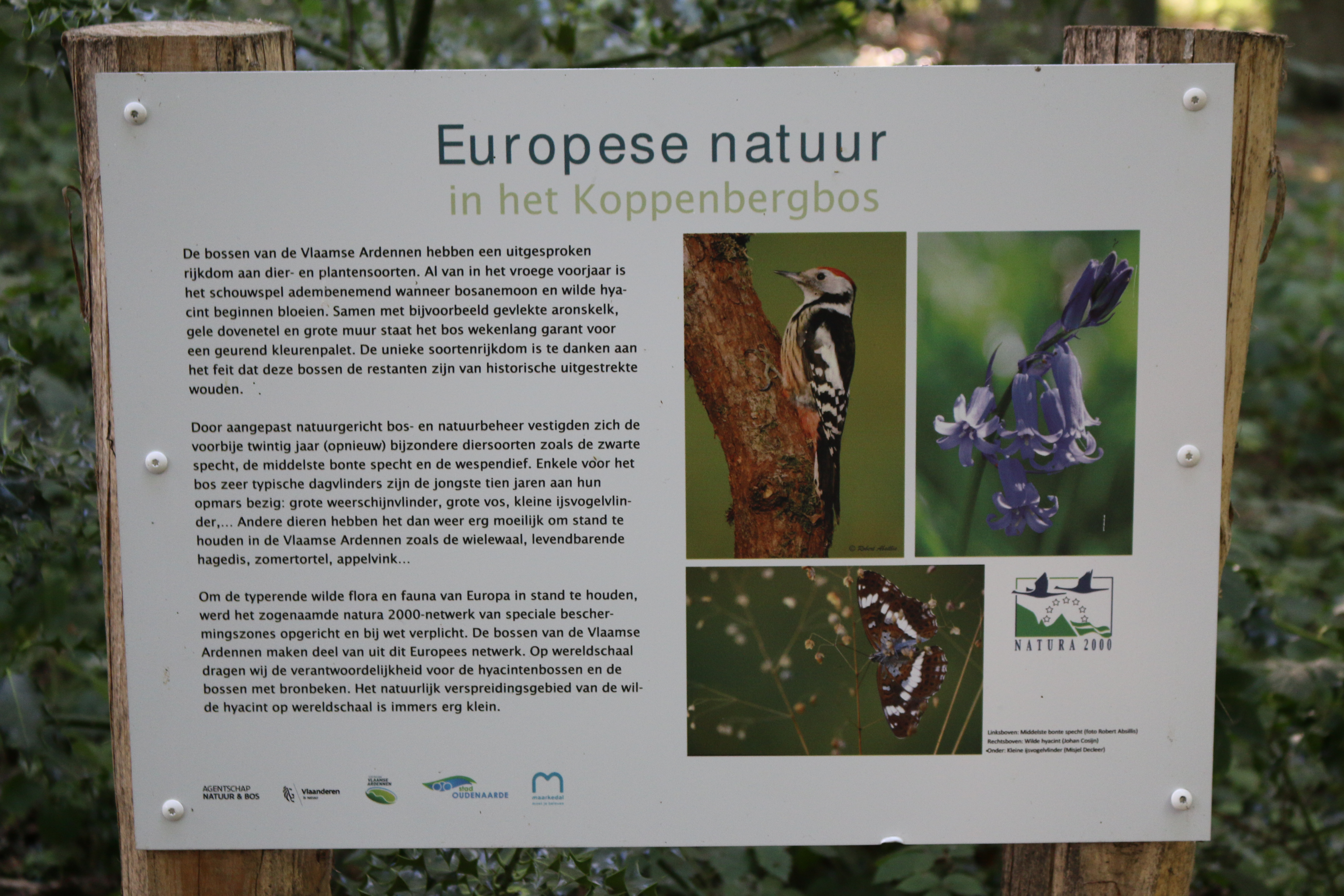
Natura 2000-gebied Koppenbergbos

Op 19 mei 2003 heeft de Nederlandse regering een lijst van 141 gebieden aangemeld als speciale beschermingszone, oftewel habitatrichtlijngebieden. Daarnaast waren er al vogelrichtlijngebieden aangewezen. Gecombineerd leidt dit tot 162 Natura 2000-aanmeldingen.
In 2009 heeft de Nederlandse regering nog vier nieuwe Natura 2000-gebieden bij de Europese Commissie aangemeld. Op 22 december 2009 besloot de Europese Commissie deze vier nieuwe mariene habitatrichtlijngebieden te plaatsen op de lijst van Gebieden van communautair belang: Doggersbank, Klaverbank, Vlakte van de Raan en Noordzeekustzone 2. Samen beslaan ze 7.330 km² van de Nederlandse Noordzee.
Doelstelling was dat ze in december 2010 alle 162 waren aangewezen. Op die datum was dat echter voor nog maar 56 het geval. In 2019 waren op twee na alle gebieden aangewezen, alleen het Krammer-Volkerak en het Zoommeer in Zeeland waren nog niet definitief aangewezen.
Op basis van de Natuurbeschermingswet van 1998 dient voor de gebieden die definitief zijn aangewezen binnen drie jaar een Beheerplan Natura 2000 vastgesteld te worden. Dat beheerplan is vervolgens zes jaar geldig (daarna volgt een nieuw plan of bijstelling van het vorige plan). De oorspronkelijke doelstelling was dat er per december 2013 beheerplannen zouden zijn voor alle 162 gebieden.
Nederland kent tevens het Natuurnetwerk Nederland, een netwerk van natuurgebieden die de ecologische hoofdstructuur (EHS) van Nederland vormen. De overheid streeft ernaar om in 2020 meer dan 750.000 hectare natuurgebied deel uit te laten maken van de EHS. In Nederland maken de Habitatrichtlijngebieden geheel en de Vogelrichtlijngebieden gedeeltelijk onderdeel uit van de EHS en ongeveer 45% van alle EHS-hectares op het land is ook Natura 2000-gebied.
De Nederlandse Natura 2000-gebieden worden beschreven in de boekenreeks Europese Natuur in Nederland door Joop Schaminée en John Janssen.

### Proces
Natura 2000-gebieden kunnen sinds 2024 worden aangewezen door de minister voor Natuur en Stikstof op grond van de Omgevingswet. De totstandkoming van een Natura 2000-gebied gaat in vijf stappen: aanmelding, aanwijzing, maken beheerplan, inspraak en verlening vergunningen. Nadat een gebied is aangewezen door de rijksoverheid werkt deze samen met andere betrokken partijen (bijvoorbeeld natuurbeschermingsorganisaties of ondernemers) aan een beheerplan Natura 2000. Hierin staat wat moet gebeuren om de natuurdoelen voor dat gebied te halen en wie dat gaat doen. Ook staat erin welke activiteiten in het gebied mogen plaatsvinden zonder dat daar een vergunning voor nodig is. Deze activiteiten mogen de natuur niet schaden. Verder moeten de beheermaatregelen haalbaar en betaalbaar zijn. In het beheerplan staan derhalve afwegingen tussen de belangen van de natuur en andere sectoren.
Aanvankelijk werkten de ministeries en provincies die betrokken zijn bij Natura 2000 samen in het Interbestuurlijk Regiebureau Natura om te coördineren. Het regiebureau kreeg ondersteuning van een Steunpunt Natura 2000 dat hielp bij de totstandkoming van de beheerplannen door kennis te ontsluiten. Het Regiebureau en het Steunpunt zijn in 2011 opgeheven. Alle activiteiten sindsdien onder de Regiegroep Natura 2000.

### Discussie en weerstand

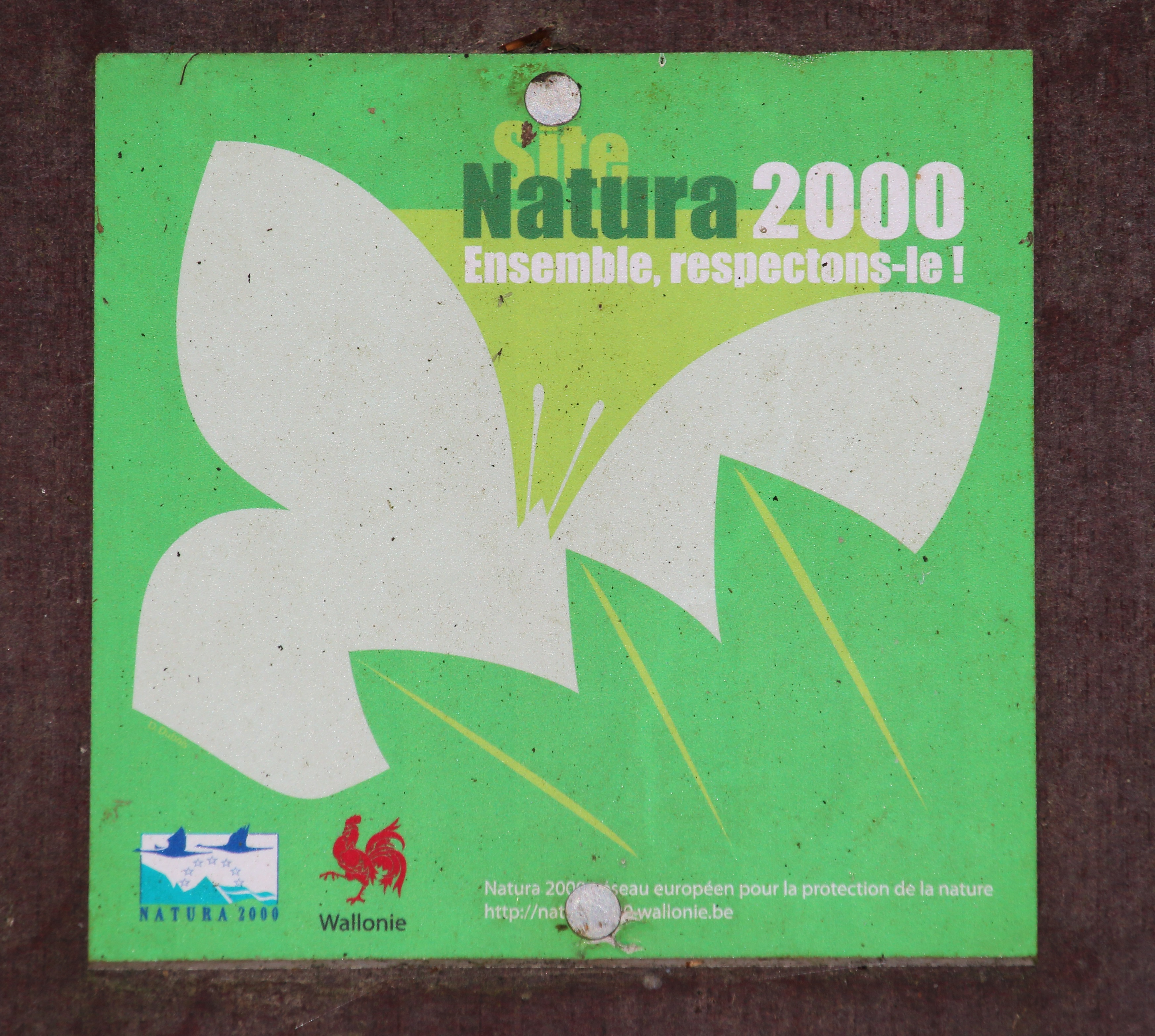
Natura 2000-logo in het Livierenbos (Wallonië)

In de Omgevingswet en het Besluit activiteiten leefomgeving wordt de Natura 2000-gebieden onder meer bescherming tegen verstoring geboden. Verstoring leidt tot strafrechtelijke vervolging. Diverse sectoren vreesden echter dat de regels te onduidelijk zijn en/of dat ze schade zouden ondervinden, zoals de Koninklijke Nederlandse Vereniging voor Luchtvaart (KNVvL), landbouworganisaties, recreatieondernemers en de Zeeuwse beroepsvisserij. Deze zorgen leidden tot politieke discussie in 2010 en tot trage besluitvorming. Ook bepleitte premier Jan Peter Balkenende – voorbijgaand aan de minister voor ruimtelijke ordening en milieubeheer – bij de Europese Commissie een betere balans tussen economische en ecologische waarden. De Europese Commissie vond de bezorgdheid van de premier ongegrond.
In 2019 ontstond in Nederland een "stikstofcrisis" doordat in de omgeving van de Natura 2000-gebieden bij verlening van vergunningen onvoldoende rekening werd gehouden met de uitstoot van reactieve stikstofverbindingen, die het ecosysteem in de natuurgebieden kunnen aantasten. In reactie hierop werd gevraagd om te schrappen in de lijst met Natura 2000-gebieden met als doel de economisch zware consequenties van de stikstofregels te verminderen. Maar het schrappen van een Natura 2000-gebied kan alleen als een gebied door klimaatverandering is geëlimineerd, omdat het bijvoorbeeld door de zee is opgeslokt, of als aantoonbaar fouten zijn gemaakt bij de aanwijzing van het gebied. Echter, geen van de Nederlandse Natura 2000-gebieden voldoet aan deze criteria, daarom zijn er geen mogelijkheden om het aantal Natura 2000-gebieden in Nederland te verminderen. Ook jurisprudentie bij het Hof van Justitie van de Europese Unie over Natura 2000 bevestigt dat het bijna onmogelijk is om de status van zo’n gebied te veranderen.

### Europese Unie
- Europese Commissie: Natura 2000
- Natura 2000-gebieden in Europa

### België
- Vlaamse overheid: Natura 2000-gebieden in Vlaanderen
- Waalse overheid: Natura 2000-informatie

### Nederland
- Ministerie van Landbouw, Natuur en Voedselkwaliteit: Natura 2000 in Nederland
- Sovon Vogelonderzoek: vogelgegevens Natura 2000-gebieden